# 제주특별자치도체육회
제주특별자치도체육회(濟州特別自治道體育會, Jeju Special Self-Governing Sports Council)는 제주특별자치도의 학교체육 및 생활 체육의 진흥, 시민 건강과 체력 증진, 여가 선용 및 복지 향상 등을 위하여 대한체육회 산하에 설치된 기관이다.

체육회장은 총회에서 제주특별자치도지사를 추대하거나, 회장선출기구에서 선출한다.
지자체장의 체육회장직 겸임을 금지하는 '국민체육진흥법 일부개정'으로 인해 2020년 1월 15일 민선체육회장이 선출되었다.

## 연혁
- 1951년 6월 15일: 제주도체육회 설립
- 2006년 6월 30일: 제주특별자치도체육회로 변경
- 2016년 3월 15일: 제주특별자치도생활체육회 흡수
- 2020년 1월 15일: 민선체육회장 선출
- 2021년 6월  8일: 특수법인으로 출범

## 조직
회장
- 사무처
  - 총무부
  - 운영부
  - 생활체육부
  - 훈련부

### 지부
- 서귀포시체육회
- 제주시체육회